# باشگاه فوتبال آلخسیراس
باشگاه فوتبال آلخسیراس (انگلیسی: Algeciras CF) یک باشگاه فوتبال مستقر در آلخسیراس، اندلس، اسپانیا است که در حال حاضر در پریمرا فدراسیون، سومین سطح لیگ فوتبال در این کشور به فعالیت می‌پردازد.
باشگاه فوتبال آلخسیراس بازی‌های خانگی خود را در ورزشگاه نوئوو میرادور برگزار می‌کند که به اندازه ۷۲۰۰ صندلی گنجایش دارد.

## تاریخچه
محبوبیت فوتبال در پایان قرن نوزدهم از مستعمره فرادریایی بریتانیا، جبل الطارق به آلخسیراس رسید. در سال‌های ابتدایی، تیم‌های شهر در چندین زمین شنی در اطراف شهر بازی می‌کردند؛ یکی از این کمپ‌های موقتی در نزدیکی محل برگزاری نمایشگاه‌های شهر، ال کالواریو، واقع بود. این زمین اولین مکانی بود که باشگاه فوتبال آلخسیراس در آن مسابقاتش را برگزار کرد. این باشگاه به‌طور رسمی در سال ۱۹۰۹ تأسیس شد.
زمانی که باشگاه تأسیس شد، تیشرت رسمی نداشت و بنابراین بازیکنان با لباس‌های خود بازی می‌کردند. اما وقتی شروع به بازی‌های مکرر کردند، متوجه شدند که زمان استفاده از تجهیزات جدید و منحصر به فرد فرا رسیده است. در آن زمان، به دست آوردن تجهیزات ورزشی بسیار دشوار بود، بنابراین برخی از افرادی که برای باشگاه کار می‌کردند، به جبل الطارق رفتند تا تیشرت‌های یک‌دستی پیدا کنند. آن‌ها تیشرت قرمز و سفیدی را انتخاب کردند که متعلق به یک تیم انگلیسی به نام باشگاه فوتبال ساوت‌همپتون بود.
در آن زمان، باشگاه فوتبال آلخسیراس در زمین‌های شنی مختلفی در نزدیکی شهر بازی می‌کرد. ال پولورین یا ال کالواریو از جمله آن‌ها بودند.
در سال ۱۹۵۶، باشگاه فوتبال آلخسیراس با باشگاه ورزشی اسپانیا ادغام شد تا باشگاه فوتبال اسپانیا د آلخسیراس را تشکیل دهد و در سال بعد مجدداً به باشگاه فوتبال آلخسیراس تغییر نام دادند. پس از این، باشگاه سال‌ها در بین ترسرا دیویسیون و سگوندا دیویسیون بی رفت و آمد کرد و حتی گاهی به به لیگ‌های منطقه‌ای سقوط کرد و در سه مرحله مختلف حتی توانست جواز حضور در لا لیگا ۲ را در سال‌های ۱۹۷۸، ۱۹۸۳ و ۲۰۰۳ به‌دست‌آورد.

## ترکیب کنونی
تا تاریخ ۱ مارس ۲۰۲۴.
| شماره |             | پست       | بازیکن                        |
| ----- | ----------- | --------- | ----------------------------- |
| ۱     | اسپانیا     | دروازه‌بان | مارکوس لاوین                  |
| ۲     | اسپانیا     | مدافع     | رافا رولدان                   |
| ۳     | گینه بیسائو | مدافع     | آدمونیو ویسنته                |
| ۴     | اسپانیا     | هافبک     | بورخا فرناندز                 |
| ۵     | کلمبیا      | مدافع     | سزار بناویدس                  |
| ۶     | اسپانیا     | هافبک     | اریک مونتس آرچه               |
| ۷     | اسپانیا     | مهاجم     | زکی دیاز                      |
| ۸     | اسپانیا     | هافبک     | ایوان توریو کابایرو (کاپیتان) |
| ۹     | اسپانیا     | مهاجم     | خاوی کوئتو                    |
| ۱۰    | اسپانیا     | مهاجم     | دیگو استبان پرز               |
| ۱۱    | اسپانیا     | مدافع     | توماس سانچز مسا               |

| شماره |           | پست       | بازیکن                                                   |
| ----- | --------- | --------- | -------------------------------------------------------- |
| ۱۳    | کلمبیا    | دروازه‌بان | لوچو گارسیا                                              |
| ۱۴    | اسپانیا   | مدافع     | سرخیو سانتوس فرناندز (قرضی از باشگاه فوتبال رئال مورسیا) |
| ۱۵    | نیجر      | مدافع     | یاک دیوری                                                |
| ۱۷    | اسپانیا   | مهاجم     | داوید مارتین                                             |
| ۱۹    | اسپانیا   | هافبک     | خاوی لوپز پینتو (قرضی از باشگاه فوتبال بورخوس)           |
| ۲۰    | اسپانیا   | هافبک     | ماریو گارسیا پارادا                                      |
| ۲۱    | مونته‌نگرو | مهاجم     | استفان مبلوشویچ                                          |
| ۲۲    | اسپانیا   | مهاجم     | آدرین ساردینرو                                           |
| ۲۳    | اسپانیا   | مدافع     | خوان رودریگز مارتینز                                     |
| ۲۵    | اسپانیا   | مدافع     | دنی مرچان                                                |
| ۳۱    | اسپانیا   | هافبک     | کورو دومینگز                                             |

## لباس رسمی
طبق آنچه که ثبت شده است، زمانی که باشگاه تأسیس شد، آلخسیراس پیراهن رسمی نداشت، بنابراین وقتی قرار بود مسابقه‌ای برگزار شود، آنها به رنگ‌هایی که توسط حریفانشان پوشیده می‌شد نگاه می‌کردند و سپس همه بازیکنان آلخسیراس برای پوشیدن یک رنگ به توافق می‌رسیدند تا با رنگ لباس تیم مقابل تداخل نداشته باشند؛ بنابراین، رنگ‌هایی که اغلب توسط آلخسیراس استفاده می‌شد، سفید، آبی و حتی گاهی نارنجی بود. با این حال، تعداد فزاینده‌ای از مسابقات در حال انجام بود، یکی از آنها در برابر تیمی متشکل از خدمه در یک کشتی انگلیسی، که در جبل الطارق پهلو گرفته بود، انجام می‌شد. این تیم از قبل به خوبی ثبات یافته بود، چرا که در دور و نزدیک بازی می‌کرد، بنابراین هیئت مدیره معتقد بود که زمان آن رسیده است که آلخسیراس لباس مخصوص به خود را داشته باشد. در آن زمان در اسپانیا و به ویژه آلخسیراس، دستیابی به تجهیزات ورزشی بسیار سخت بود، بنابراین برخی از مدیران برای تهیه پیراهن به جبل‌الطارق رفتند. از بین تمام موارد موجود، آنها یک دست لباس قرمز و سفید انتخاب کردند که توسط یک تیم انگلیسی، که در آن زمان نسبتاً ناشناخته بود، به نام ساوتهمپتون، پوشیده می‌شد.

## ورزشگاه خانگی
ورزشگاه نوئوو میرادور، مستقر در آلخسیراس، اندلس ورزشگاه خانگی کنونی آن‌هاست که ظرفیت ۷۵۰۰ تماشاگر دارد. افتتاحیه آن در سال ۱۹۹۹ در یک بازی دوستانه با باشگاه فوتبال رئال بتیس برگزار شد. این تیم قبلاً در «ال میرادور» که در مرکز شهر بود بازی می‌کرد و افتتاحیه آن هم در سال ۱۹۵۴ انجام شد.

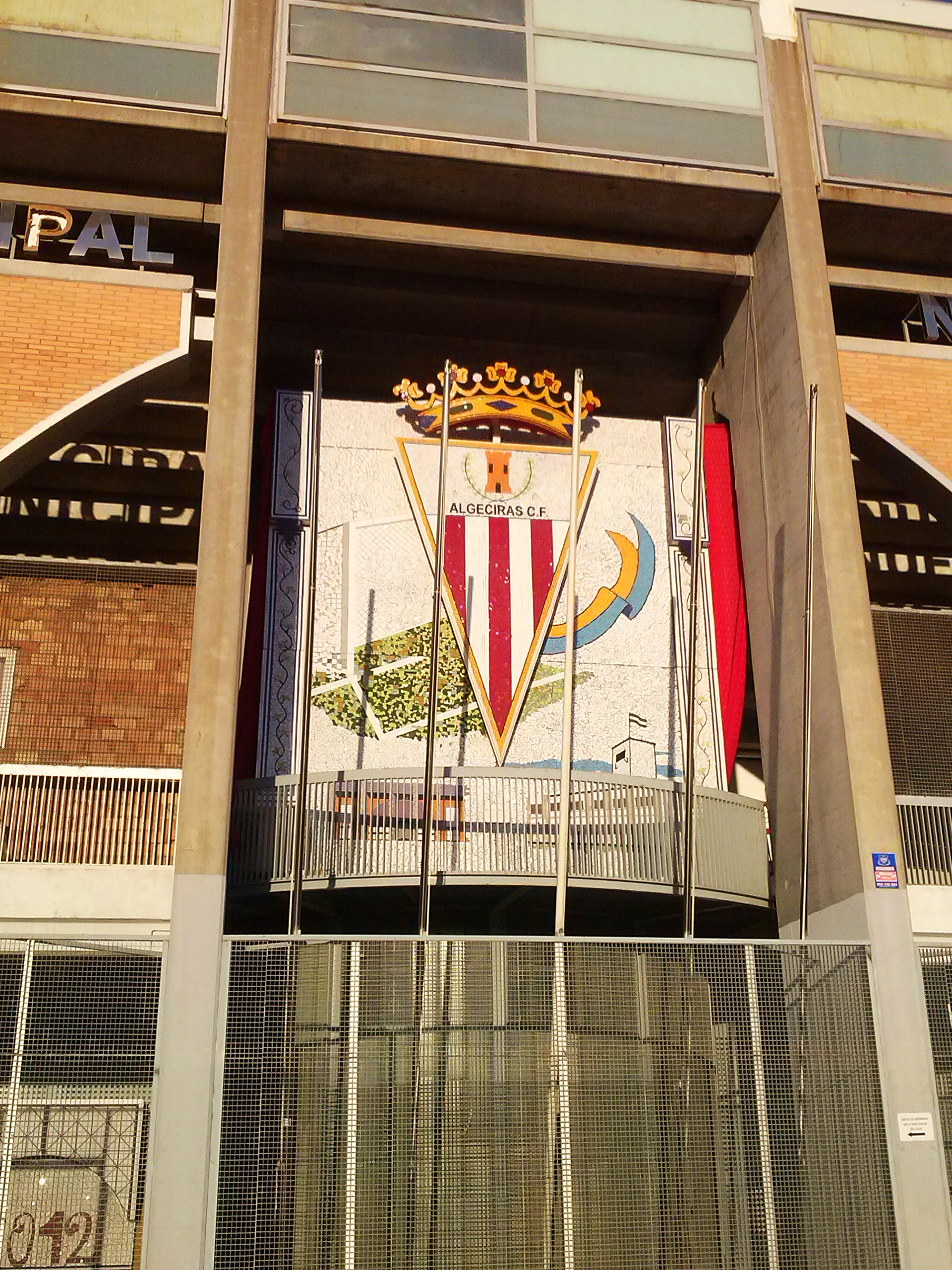